# Proente (La Merca)
Proente (Santo André de Proente oficialmente y en gallego) es una parroquia y un lugar del municipio español de La Merca, en la provincia de Orense, Galicia.

## Geografía
La parroquia se asienta en un terreno de relieve suave, caracterizado por la proximidad al Río Arnoya (Río Arnoia en gallego) y sus afluentes, lo que configura un entorno natural de valor ecológico y con tradición agrícola.

## Ubicación
Proente se sitúa en el sur de la provincia de Orense. Su ubicación permite el acceso a diversos puntos de interés en la región y áreas cercanas. La localidad se encuentra a corta distancia de los siguientes núcleos y espacios de interés:
- Allariz: aproximadamente 11 km.
- Celanova: aproximadamente 12 km.
- Orense: aproximadamente 17 km.
- Castrelo de Miño: aproximadamente 25 km.
- Ribadavia: aproximadamente 32 km.
- Termas de Bande y emplazamiento romano de Aquis Querquennis: alrededor de 35 km.[11][12][13][14]
- Ribeira Sacra: aproximadamente 45 km.[15]

Además, Proente está en relativa cercanía al Parque natural de Baja Limia y Sierra de Jurés. Su proximidad a la frontera con Portugal (a unos 60 km por carretera) facilita el acceso al Parque Nacional da Peneda-Gerês, conformando un espacio natural protegido transfronterizo.

## Toponimia
La parroquia toma su nombre oficial de Andrés el Apóstol (Santo André), su patrón. El topónimo "Proente" es la denominación tradicional y de uso común para referirse tanto a la parroquia como a su entidad de población principal.

## Historia
La historia de Proente como entidad de población y parroquia se enmarca en la evolución histórica del municipio de La Merca y la comarca de la Terra de Celanova. La organización territorial en parroquias tiene raíces antiguas en Galicia.
A mediados del siglo XIX, el municipio registraba una población de 2870 habitantes. Figura descrito en el tomo undécimo del Diccionario geográfico-estadístico-histórico de España y sus posesiones de Ultramar, obra de Pascual Madoz, con el siguiente texto:

MERCA (la): ayunt. en la prov. y dióc. de Orense (2 leg.,) part. jud. de Celanova (1 1/2), aud. terr. y c. g. de la Coruña (25): sit. al S. de la cap. de prov., en ambos lados del r. Arnoya, con libre ventilacion, y clima bastante sano. Comprende las felig. de Corbillon, Sta. Maria; Entrambos rios, Santa Marina; Faramontaos, San Ginés; Forjas, San Juan; Merca ó Villa de Payo Muñiz, Sta. Maria; Mezquita, San Pedro; Olás, Sta. Maria; Parderubias, Sta. Eulalia; Pereira de Montes, Sta. Maria; Proente, San Andres; y Zarraios, San Andrés. La municipalidad reside en el l. de Merca felig. del mismo nombre ó Villar de Payo Muñiz. Confina el térm. municipal por N. con el ayunt. de Viñas; al E. con el de Taboadela; por S. con el de Bola, y al O. con el de Cartelle. El terreno en lo general es montuoso y quebrado, pero bastante feraz; le riegan distintos arroyos, cuyas aguas sobrantes y las que bajan de las alturas inmediatas, van á parar á el r. Arnoya que cruza de E. á O. por el centro del dist. Los caminos son vecinales y en mal estado, atravesando tambien por el térm. 2 veredas, la una que conduce de Orense á Portugal, y la otra de Ribadavia á Castilla. prod.: cereales, patatas, castañas, legumbres, pocas frutas, vino, lino, leña y pastos: hay ganado de varias clases, siendo preferido el vacuno; caza y pesca de distinta especie. ind. y comercio: la agricultura, molinos harineros y muchos telares de lienzo ordinario, pues apenas hay casa donde no existe uno ó dos de esta clase: las principales operaciones comerciales consisten en la compra y venta de ganados en la feria que mensualmente se celebra en la cap. del ayunt. pobl.: 574 vec., 2,870 almas. contr.: 39,260 rs.
(Madoz, 1848, p. 383)

## Patrimonio

### Patrimonio local
Ubicada en el núcleo principal de la parroquia, la Iglesia de San Andrés de Proente es un templo que forma parte del patrimonio religioso tradicional de la zona rural. En su interior se conservan diversos elementos históricos de interés, destacando un retablo mayor, cuya presencia está documentada al menos desde el siglo XVIII. El edificio presenta dos fases arquitectónicas distintas. La capilla mayor, construida entre los siglos XVI y XVII, está cubierta por una bóveda estrellada, cuyos nervios parten de ménsulas decoradas con rostros humanos. La nave, por su parte, es una adición posterior del siglo XVIII, con una cubierta de estructura de madera. Asimismo, en la fachada se conserva una cartela de piedra con una inscripción que documenta la ampliación del templo, llevada a cabo por Francisco Araujo y Blanco en el año 1789. 

### Patrimonio de La Merca

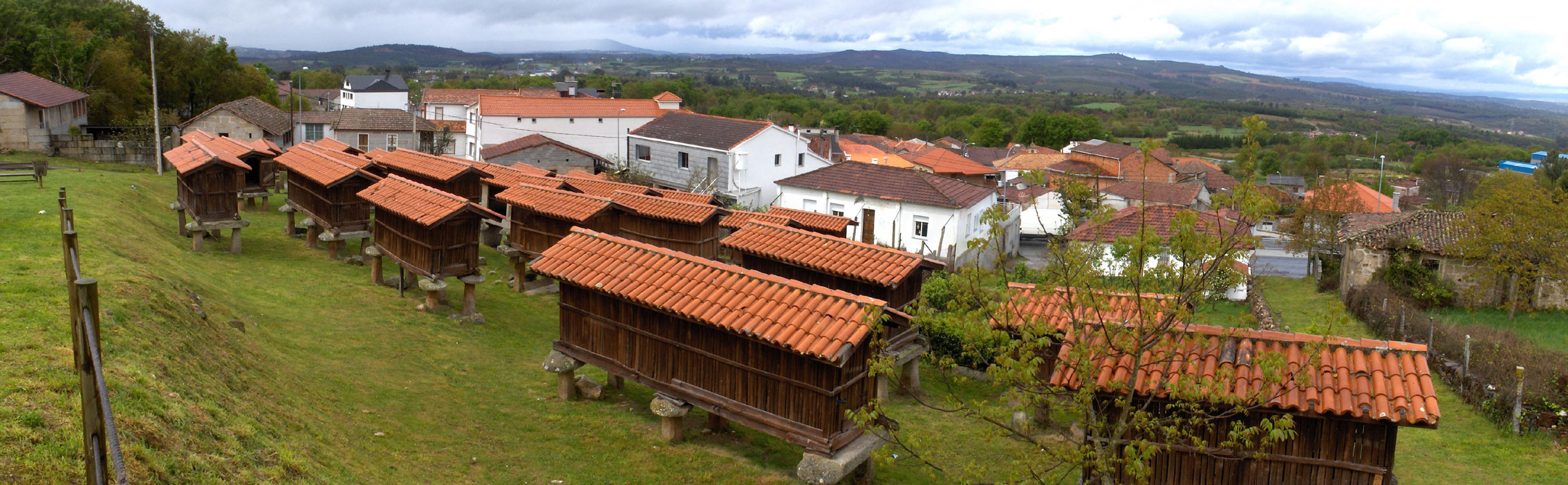
Canastros de La Merca

En las cercanías de Proente, se encuentra el conjunto etnográfico de los Canastros de La Merca. Esta agrupación, está considerada la mayor concentración de hórreos de España, con un total de 34 estructuras tradicionales construidas con materiales como madera, piedra y teja.  Originalmente dispersos junto a las viviendas, estos hórreos, utilizados históricamente para almacenar y preservar cosechas como el grano, fueron reubicados en el actual conjunto en la década de 1970, creando un espacio de gran interés etnográfico.

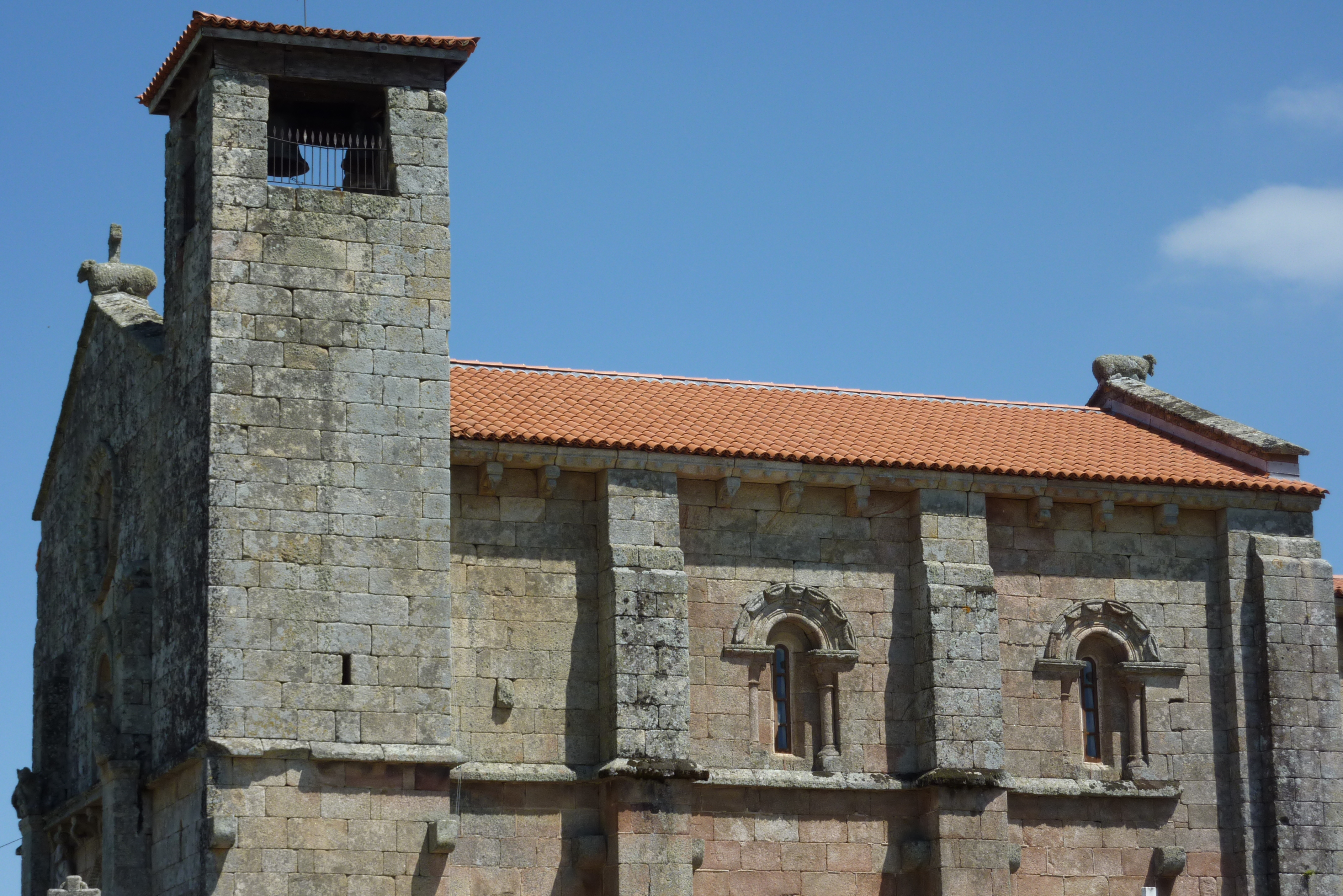
Iglesia de San Pedro de La Mezquita

A poca distancia se encuentra la Iglesia de San Pedro da Mezquita, en la parroquia vecina de La Mezquita. Este templo es uno de los ejemplos más destacados del románico gallego, con añadidos góticos. En 1931 fue reconocida como Bien de Interés Cultural (BIC) en la categoría de Monumento histórico-artístico.

## Vías históricas y Camino de Santiago
La región donde se asienta Proente conserva un importante legado de antiguas vías de comunicación. En época romana, el noroeste peninsular estaba articulado por una destacada red de calzadas, como la Vía Nova (Vía XVIII), que unía Bracara Augusta (Braga) con Asturica Augusta (Astorga), y otras como la Vía XIX, con ramales que conectaban importantes núcleos, incluyendo Lugo. Estas calzadas, documentadas en el Itinerario Antonino, evidencian la relevancia histórica del territorio como una fundamental zona de tránsito y conexión desde la antigüedad. En este contexto histórico de rutas, Proente destaca por su cercanía al trazado de la Vía de la Plata del Camino de Santiago, en su variante del Camino Sanabrés, que pasa por las proximidades de Allariz. Esta conexión con una de las rutas jacobeas históricas más relevantes le otorga interés cultural y turístico. Además de estas rutas, la zona también está ligada al Camino de San Rosendo y de la Reina Santa, una antigua vía de peregrinación y comunicación que sigue los pasos de este importante santo gallego. Este camino constituye un ramal histórico de la Vía de la Plata, diseñado para conectar el norte de Portugal con Santiago de Compostela, pasando por puntos clave como el Monasterio de Celanova. Su existencia, respaldada por documentación histórica y el reconocimiento de la Iglesia Católica, añade una capa de valor histórico y espiritual a la región, atrayendo a peregrinos y turistas interesados en su legado.

## Cultura y Fiestas
Dentro de las tradiciones locales, destacan las fiestas en honor a Santa Águeda, patrona de la parroquia, junto a San Andrés. Las Fiestas de Santa Águeda se celebran anualmente en Proente durante el mes de abril. Estas celebraciones incluyen actos religiosos y diversas actividades lúdicas y culturales que congregan a vecinos y visitantes.

## Organización territorial
La parroquia está formada por doce entidades de población, constando cuatro de ellas en el nomenclátor del Instituto Nacional de Estadística español.

### Entidades de población
Entidades de población que forman parte de la parroquia:
- Aviñoá
- Cantón
- Cima de Vila
- Froxás das Viñas
- Loureiro
- Moreiras
- Piñeiro
- Proente
- Rubillós
- Soutelo
- Souto

### Despoblado
Despoblado que forma parte de la parroquia:
- Fontefría

## Demografía

### Parroquia
| Gráfica de evolución demográfica de Proente (parroquia) entre 2000 y 2024 |
|                                                                           |
| Datos según el nomenclátor publicado por el INE.                          |

### Lugar
| Gráfica de evolución demográfica de Proente (lugar) entre 2000 y 2024 |
|                                                                       |
| Datos según el nomenclátor publicado por el INE.                      |